# Zonneu
Zonneu  è una città e sottoprefettura della Costa d'Avorio appartenente al dipartimento di Danané. Conta una popolazione di 22 516 abitanti (censimento 2014).